# کانگورو (فیلم ۱۹۵۲)
کانگورو (انگلیسی: Kangaroo) فیلمی در ژانر وسترن به کارگردانی لوئیس مایلستون است که در سال ۱۹۵۲ منتشر شد. از بازیگران آن می‌توان به مورین اوهارا، پیتر لافورد و ریچارد بون اشاره کرد.